# Nacho Carretero
Nacho Carretero (La Coruña, 1981) es un periodista, escritor, reportero y productor.

## Trayectoria
Comenzó su trayectoria periodística en Radio Coruña Cadena SER, donde realizó prácticas en informativos hasta su incorporación al equipo de Deportes de Radio Nacional de España en Galicia, puesto que compatibilizó con la redacción de A Coruña del Diario Marca, donde fue redactor un año antes de trasladarse a Madrid.
En Madrid comenzó trabajando como redactor del Diario Qué!, donde estuvo casi cinco años. Después se trasladó a Nueva York, donde comenzó su etapa como reportero freelance. A su regreso a Madrid, en el año 2013, empezó a publicar reportajes de corte social, humanitario y de conflicto en distintos medios españoles y latinoamericanos. Estuvo sobre el terreno y escribió sobre la guerra civil siria, sobre el genocidio de Ruanda, la crisis del ébola en Sierra Leona, el fenómeno migratorio en Ceuta y Melilla o la dictadura en Bielorrusia. Publicó en medios como JotDown, XL Semanal o Gatopardo.
En 2015, y tras un breve paso por El Español, se incorporó como reportero a El País, donde desde entonces y hasta la fecha realiza reportajes nacionales de corte social e investigativo y crónicas internacionales como la crisis de los niños soldado en Sudán del Sur o el conflicto de Haití.
También en 2015 publicó su primer libro, Fariña, sobre el narcotráfico en Galicia. El libro es unas de las obras de no ficción con más ejemplares vendidos en España, más de 160.000 en quince ediciones. Está traducido a once idiomas y en el año 2018, el libro fue secuestrado por orden judicial tras una demanda de una de las personas citadas en la obra. Permaneció prohibido durante cinco meses hasta que la denuncia fue desestimada. Ese mismo año, 2018, se estrenó Fariña la serie, la adaptación televisiva producida por Bambú Producciones y emitida por Atresmedia y Netflix. Fariña también fue llevada al teatro y adaptada como novela gráfica por Random Penguin House. 
En 2018 Nacho Carretero publicó su segundo libro, titulado En el corredor de la muerte, sobre el periplo del ciudadano de origen español Pablo Ibar condenado a muerte en Florida (Estados Unidos). El libro fue, una vez más, adaptado a la televisión en forma de miniserie por Bambú Producciones y estrenada en 2019 en Movistar+.
Ese año, Carretero escribió y narró el audiolibro 'Descenso a Ruanda', disponible en Audible, donde se describe el curso y las consecuencias del genocidio ocurrido en 1994 en el país. Carretero estuvo un mes recorriendo Ruanda e investigando el conflicto.
Dos años más tarde, ejerció como jefe de investigación en el documental de Bambú Producciones '800 metros', una crónica de tres episodios sobre los atentados del 17A en Cataluña. El documental fue galardonado con el premio Ondas en el año 2022 y está disponible en Netflix. 
En el año 2021 Nacho Carretero fundó, junto a su socio Arturo Lezcano, la productora Ailalelo Producións, donde adaptan sus investigaciones periodísticas a formato audiovisual, tanto series de ficción como documentales. Ese mismo año Movistar+ anunció el desarrollo de la que será la primera de estas adaptaciones, una serie basada en una investigación sobre el crimen organizado en la ciudad de Marbella.  
Desde el año 2018 Carretero es colaborador semanal del programa Hoy por Hoy de la Cadena SER.   

## Obras
- Fariña. Historia e indiscreciones del narcotráfico en Galicia (Libros del K.O., 2015),[2]
- Nos parece mejor (Libros del K.O., 2018), sobre la historia del Deportivo de La Coruña.[3]
- En el corredor de la muerte  (Editorial Espasa, 2018)